# Désastre de la face nord de l'Eiger

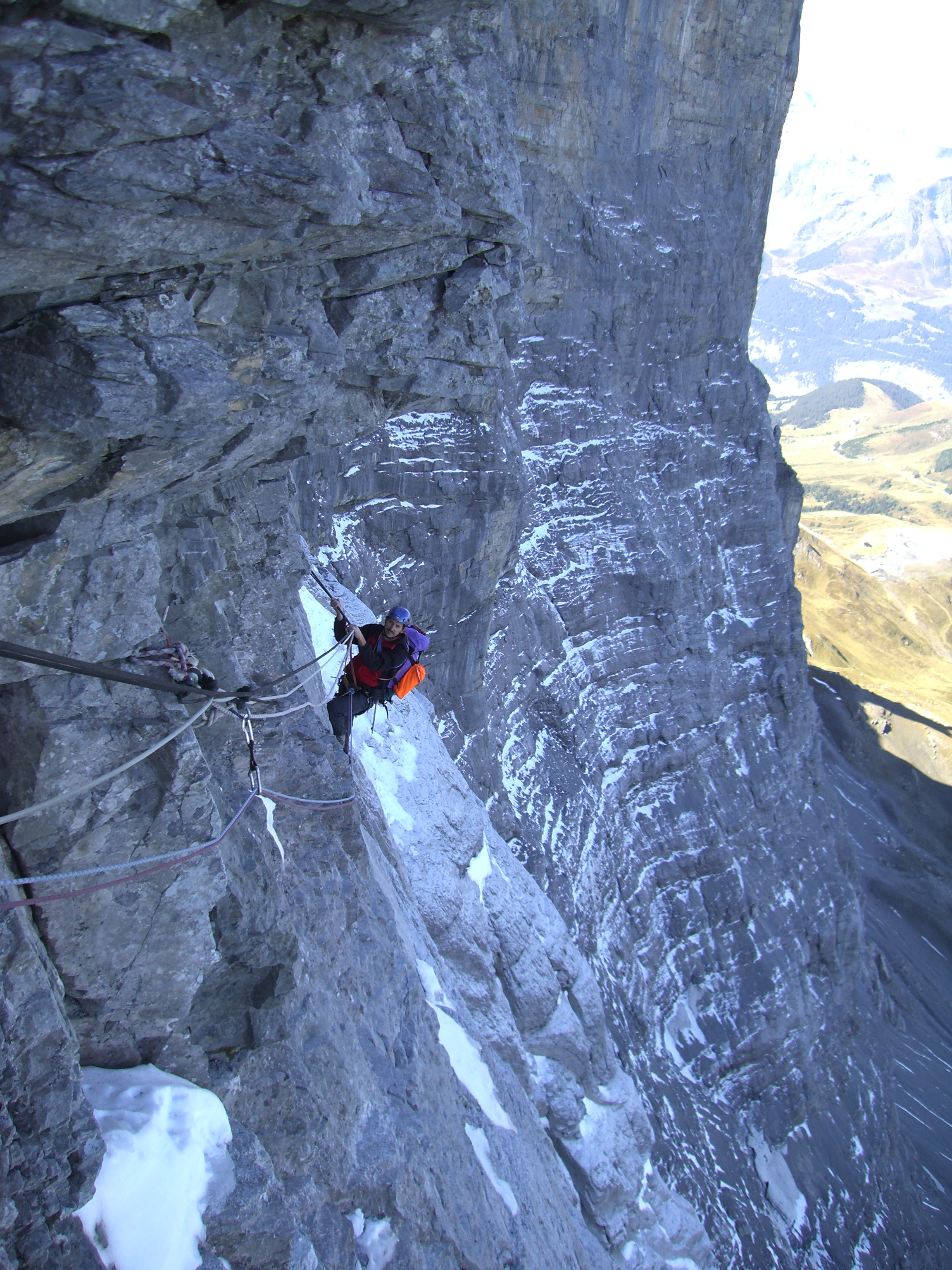
Vue de la traversée Hinterstoisser

Le désastre de la face Nord de l'Eiger entraîne la mort de cinq alpinistes au cours de la saison d'escalade de 1936 sur la face nord de l'Eiger.

## Expédition
Après une tentative allemande — infructueuse et mortelle — en 1935, dix grimpeurs allemands et autrichiens se rendent au pied de l'Eiger, toujours invaincu en 1936. Avant que la tentative d'ascension du sommet ne soit entreprise, un grimpeur se tue lors d'une ascension d'entraînement. Les conditions météorologiques étaient si mauvaises que, après avoir attendu une amélioration et n'en voyant aucune venir, plusieurs grimpeurs abandonnent. Seuls quatre hommes restent, deux Bavarois, Andreas Hinterstoisser et Toni Kurz, le plus jeune de l'équipe, et deux Autrichiens, Willy Angerer et Edi Rainer.
Le temps s'améliore et ils réalisent une exploration préliminaire de la partie inférieure de la face nord. Hinterstoisser chute de 37 mètres mais il n'est pas blessé. Quelques jours plus tard, le 18 juillet 1936, les quatre hommes débutent l'ascension de la face nord. Ils progressent rapidement, mais le deuxième jour, le temps change ; des nuages descendent sur la montagne ne permettant aux observateurs restés en contrebas d'apercevoir les grimpeurs que par intermittence. Le deuxième jour, les grimpeurs sont victimes de chutes de pierres, un phénomène fréquent sur la face nord. Angerer est touché sous l'omoplate mais il décide de continuer à escalader. 
Ils ne reprennent pas l'ascension avant le lendemain, quand, lors d'une éclaircie entre les nuages, l'équipe est observée en train de redescendre. Plus tard, il sera appris que le groupe n'avait pas d'autre choix que de redescendre, les blessures d'Angerer étant plus graves qu'initialement pensé. Les hommes se retrouvent coincés sur la face ne parvenant pas à franchir en sens inverse la très technique et difficile traversée Hinterstoisser, de laquelle ils avaient retiré la corde au fur et à mesure de leur ascension. Épuisé après leur troisième journée d'escalade, et après deux jours de mauvais temps, Hinterstoisser essaye encore pendant des heures de traverser mais cela s'avère impossible dans des conditions aussi mauvaises. Hinterstoisser avait eu recours à une technique appelée tension traverse où une corde est fixée et maintenue tendue permettant au premier de cordée de s'appuyer sur elle pour trouver l'équilibre. Cette technique utile pour l'ascension n'est pas utilisable pour redescendre. Le mauvais temps implique également la présence de roche humide et glacée par rapport aux conditions sèches lors de l'ascension.
Le groupe décide de descendre en rappel le long de la face verticale jusqu'au pied de la montagne. Le contact est établi avec un garde-barrière de la gare de chemin de fer d'Eigerwand (en), au milieu de la descente. Au cours de leurs échanges, les grimpeurs disent assez étonnamment que tout allait bien (peut-être par orgueil ou sachant qu'ils étaient très proches d'être en sécurité). Cependant, alors qu'Hinterstoisser installait le dernier rappel pour la descente, une avalanche se déclenche et emporte Hinterstoisser qui était détaché du reste du groupe. Son corps est retrouvé en contrebas après plusieurs jours. Willy Angerer chute et est tué par l'impact contre la face rocheuse et Edi Rainer s'asphyxie rapidement en raison du poids de la corde autour de son diaphragme. Seul Kurz survit à l'avalanche, accroché à la corde avec ses camarades morts.

## Sauvetages
Plus tard, le troisième jour, trois guides suisses entreprennent une tentative de sauvetage à partir de la gare d'Eigerwand. Ils ne parviennent pas à atteindre Kurz, mais progressent jusqu'à portée de voix et apprennent ce qui était arrivé. Kurz leur indique la mort de ses compagnons de cordée : l'un avait été emporté par l'avalanche, un autre était mort gelé au-dessus de lui et le troisième s'était fracturé le crâne en tombant et pendait mort au bout de la corde.
Le lendemain matin, le 22 juillet, les trois guides reviennent sur place, traversant le face à nouveau à partir d'un point situé près de la gare d'Eigerwand, malgré les risques d'avalanche. Toni Kurz est toujours en vie mais presque impuissant : après quatre nuits passées exposé aux éléments, l'une de ses mains et son bras sont complètement gelés. Kurz parvient à se ressaisir de la paroi après avoir coupé la corde sous lui et laissé tomber le corps d'Angerer, qui se trouvait également sous lui. Les guides, n'étant pas en mesure de passer un surplomb infranchissable les séparant de Kurz, parviennent à obtenir une corde assez longue pour atteindre l'alpiniste en attachant deux cordes ensemble. Cependant, alors qu'il redescend en rappel, Kurz ne parvient pas à faire passer le nœud unissant les deux cordes à travers son mousqueton. Il tente pendant des heures d'atteindre ses sauveteurs qui sont à quelques mètres au-dessous de lui, essayant désespérément de se déplacer au-delà du nœud, mais en vain. Il commence alors à perdre conscience. L'un des guides, se mettant debout sur les épaules d'un autre guide, est capable de toucher la pointe des crampons de Kurz avec son piolet. Face à la futilité de sa situation, Toni Kurtz déclare « Ich kann nicht mehr » (« Je n'en peux plus »), avant de mourir d'hypothermie. Son corps est redescendu plus tard par une équipe allemande.

## Dans la culture
L'histoire de cette tentative est racontée par le film Duel au sommet (Nordwand, 2008)